# Шофкур
Шофкур (фр. Chauffecourt) је насељено место у Француској у региону Лорена, у департману Вогези.
По подацима из 2011. године у општини је живело 36 становника, а густина насељености је износила 19,05 становника/km².

## Демографија
| 1962. | 1968. | 1975. | 1982. | 1990. | 2011. |
| ----- | ----- | ----- | ----- | ----- | ----- |
| 24    | 21    | 18    | 18    | 26    | 36    |